# Rangers de Texas
|  | Per a altres significats, vegeu «Texas Rangers (beisbol)». |

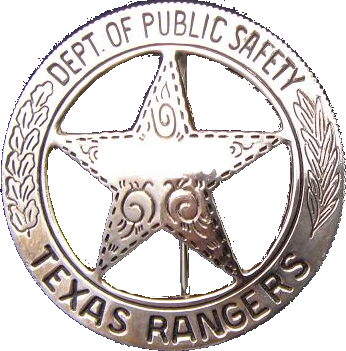
Insígnia dels Rangers de Texas (1948).

Els Rangers de Texas (oficialment, en anglès, Texas Ranger Division), és un cos de policia amb jurisdicció a tot l'estat i que té la seu a Austin, la capital de Texas, als Estats Units. Les seves funcions inclouen la investigació d'assassinats, corrupció política, policia antidisturbis, protecció del Governador de Texas, persecució de fugitius, i, fins i tot, com a força paramilitar primer al servei de la República de Texas (1836-1845) i després de l'Estat de Texas.
La Divisió dels Rangers de Texas fou creada extraoficialment per Stephen Fuller Austin amb una proclama de 1823 cridant el poble texà a les armes, i instituïda formalment el 1835. La unitat fou dissolta per les autoritats federals després de la Guerra Civil, però fou reinstituïda aviat, quan es va restablir l'autonomia de l'Estat. Des del 1935, l'organització depèn del Departament de Seguretat de Texas, on fa el paper dels serveis centrals de la policia estatal. El 2009 tenia 144 membres.
Aquesta unitat és la policia de nivell estatal (law enforcement agency, o LEA) més antiga dels Estats Units. Els Rangers han pres part en molts dels esdeveniments més importants de la història de Texas i van participar en la investigació d'alguns dels casos criminals més coneguts de la història del Far West (sense oblidar el cas de la famosa parella Bonnie & Clyde). S'han escrit molts llibres sobre els Rangers, des d'obres d'investigació serioses fins a novel·les de butxaca, que n'han fet un dels elements principals de la mitologia del Far West. Durant la seva llarga història, els Rangers han desenvolupat les seves pròpies tradicions, i el significat que han tingut per als texans com a protectors de la legalitat enfront del caos. Hi ha un museu dedicat als Rangers de Texas a Waco (Texas).